# Le Trépied

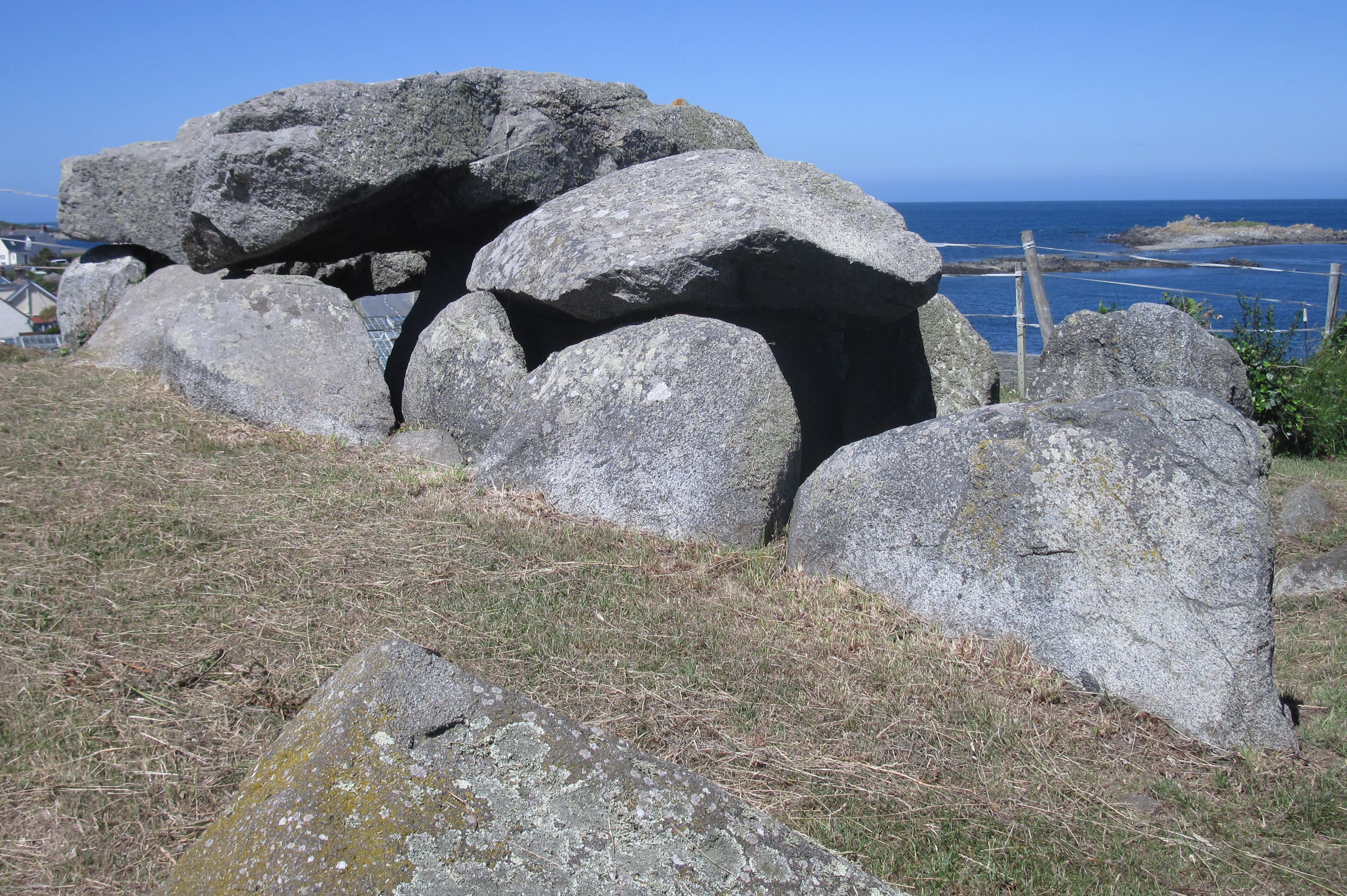
Le Trépied

Le Trépied – neolityczny grobowiec korytarzowy położony w parafii Saint-Sauveur na wyspie Guernsey.
Grobowiec ma 5,5 m długości, wysokość 1,3 m i szerokość dochodzącą do 2 metrów. Składa się z komory grobowej o butelkowatym kształcie, nakrytej trzema głazami stropowymi wspartymi na kamieniach nośnych. W trakcie prac archeologicznych przeprowadzonych w 1840 roku przez F.C. Lukisa wewnątrz grobowca odkryto kości ludzkie, dwa krzemienne groty od strzał oraz ceramikę z okresu kultury pucharów dzwonowatych. Znaleziska te związane są z ostatnią fazą użytkowania obiektu, a sam grobowiec jest znacznie starszy i powstał ok. 3000-2000 p.n.e.